# Штаерман, Юлий Яковлевич
Юлий Яковлевич Штаерман (при рождении Иойл Янкелевич; 1895, Могилёв-на-Днестре, Подольская губерния — 1978, Тбилиси, Грузинская ССР) — грузинский советский учёный в области строительной механики и железобетонных конструкций. Доктор технических наук (1938), профессор (1932).

## Биография
Племянник еврейского писателя и драматурга И.-И. Ш. Сиркиса — сын его сестры Ривки Шмерелевны (Ревекки Сергеевны) Сиркис (1864, Ярышев — 1950, Куйбышев). С 1920-х годов жил в Тифлисе, где был научным сотрудником, профессором и заведующим сектором бетона и железобетона Закавказского института сооружений ЗИС (впоследствии Тбилисский научно-исследовательский институт сооружений и гидроэнергетики ТНИСГЭИ). Диссертацию доктора технических наук по теме «Лёгкий армобетон» защитил в Азербайджанском сельскохозяйственном институте в 1936 году.

## Семья
- Старшие братья — учёные в области строительной механики, профессора Михаил Яковлевич Штаерман (заведующий кафедрой строительных конструкций Московского института путей сообщения) и Илья Яковлевич Штаерман[2]. Сестра — врач-педиатр и учёный-медик Ида Яковлевна Штаерман, доцент детской клиники Куйбышевского научно-практического института охраны материнства и младенчества[3].
- Племянница — историк-антиковед Елена Михайловна Штаерман.
- Сыновья — учёные в области строительной механики, кандидаты технических наук Марк Юльевич Штаерман[4] и Альфред Юльевич Штаерман[5]. Внук — Владимир Маркович Штаерман, кантор (Сан-Диего), выпускник Тбилисской консерватории[6].

## Публикации
- Жёсткие рамы и неразрезные балки переменного сечения: расчёт по способу фокусов. Тифлис: Закавказский институт сооружений, 1929. — 61 с.
- Расчёт железобетонной балки на тангенциальные напряжения. Тифлис: Политехнический институт Грузии, 1929. — 16 с.
- Технология и проектирование бетона. Тифлис: Техника да шрома, 1932.
- Экономические основания расчёта железобетонных балок. Тифлис: Закавказский институт сооружений, 1932. — 31 с.
- Физико-аналитический метод проектирования состава бетона. М.—Л.: Госстройиздат, 1932. — 32 с.
- Железобетон в гидротехнике. Тифлис: Народное хозяйство Закавказья, 1932. — 78 с.
- Центрофугированный бетон. Тифлис: Техника да Шрома, 1933. — 106 с.
- Критические замечания к обобщённой теории прочности бетона. Тифлис: Закгиз, 1934. — 16 с.
- Вопросы укладки бетона. М.: Техинформиздат, 1934. — 28 с.
- Графики для расчёта лёгкого армобетона. Тифлис: ВНИТО строителей НИТО Грузии, Азербайджана и Армении, 1935. — 21 с.
- Графики для расчёта железо-бетонных сечений. Тифлис: Закавказский институт сооружений, 1936. — 26 с.
- Бетон и железобетон в свете идей Фрейсинэ. Тбилиси: Грузкурортстрой, 1937. — 37 с.
- Лёгкий армобетон. Кировобад: Типография имени А. Ф. Мясникова, 1938. — 31 с.
- Сверхраннее распалубливание плоских железобетонных конструкций. Тбилиси: ГрузНИТО строителей, 1940. — 48 с.
- Плотина конструкции профессора Ю. Я. Штаермана. Тбилиси: ГрузНИТО строителей, 1946. — 26 с.
- Вспарушенные плиты: проектирование и возведение. Тбилиси: Техника да Шрома, 1954. — 168 с.
- Виброактивация цемента. Тбилиси: Техника да Шрома, 1957. — 44 с.
- Опыт укладки жёсткой бетонной смеси в массивные сооружения. Тбилиси: Институт научно-технической информации и пропаганды, 1959.
- Изгиб вспарушенной плиты. М.—Л.: Госэнергоиздат, 1960. — 37 с.
- Виброактивированный бетон. Тбилиси: Сабчота Сакартвело, 1963. — 181 с.
- Плотный бетон на многофракционном заполнителе (с Д. Н. Тевзадзе). Тбилиси: Сабчота Сакартвело, 1967. — 212 с.